# فرانچسکو فداتو
فرانچسکو فداتو (انگلیسی: Francesco Fedato؛ زادهٔ ۱۵ اکتبر ۱۹۹۲) بازیکن فوتبال اهل ایتالیا است.
از باشگاه‌هایی که در آن بازی کرده‌است می‌توان به باشگاه فوتبال مودنا، باشگاه فوتبال ونتزیا، باشگاه فوتبال باری، باشگاه فوتبال کاتانیا، باشگاه فوتبال سمپدوریا، و باشگاه فوتبال لیورنو اشاره کرد.
وی همچنین در تیم‌های ملی فوتبال زیر ۲۰ سال ایتالیا و زیر ۲۱ سال ایتالیا بازی کرده‌است.